# Узда (град)
Узда (на беларуски: Узда; на руски: Узда) е град в Беларус, административен център на Узденски район, Минска област. Населението на града през 2009 година е 9684 души.

## История
Селището е основано през 1450 година, през 1999 година получава статут на град.